# Charles de Souancé
Charles Gabriel Hubert Guillier de Souancé (* 2. Mai 1823 im Schloss von Mondoucet, Souancé-au-Perche, Département Eure-et-Loir; † 23. Januar 1896 in Hyères) war ein französischer Ornithologe. Sein Forschungsschwerpunkt waren die Papageien.

## Leben und Wirken
Sein Vater hieß Charles Jacques Gabriel Guillier de Souancé (1794–1831) und seine Mutter Suzanne Tilmé geb. Debelle (1800–1877). Sein Bruder Etienne Henri François Guiller de Souancé (1826–1903) war unter Napoleon III. ein ranghoher Offizier. Die Mutter war die Schwester von Anna Masséna (1802–1887), der Frau von François Victor Masséna (1799–1863). Somit war Baron de Souancé ein Neffe des Sammlers und Ornithologen Masséna, 2. Herzog von Rivoli und 3. Fürst von Essling. Charles de Souancé heiratete am 1. September 1863 im 9. Arrondissement von Paris die in Ballan lebende Suzanne Boyer (1821–1910), eine Tochter von Pierre François Xavier Boyer (1772–1851) und Suzanne Marthe Levis de Marsal (1795–1831). Zu diesem Zeitpunkt wohnte er noch in der rue de Clichy, 41. Charles de Souancé war zusätzlich Besitzer von La Commanderie de l'Ordre des Templiers in Ballan, also dem Ort, in dem seine Frau lebte.
Er begann seine Karriere als Purser bei der französischen Marine. Gemeinsam mit Masséna veröffentlichte er die Erstbeschreibungen neuer Papageientaxa im Revue et Magasin de Zoologie. 1856 beschrieb de Souancé Massénas reichhaltige Papageiensammlung in seinen mehrteiligen Artikeln, die unter dem Titel Catalogue des perroquets de la collection du Prince Masséna, duc de Rivoli et observations sur quelques espèces nouvelles ou peu connues de Psittacidés publiziert wurden. Zwischen 1857 und 1858 erschien das mehrteilige Werk Iconographie des Perroquets, in dem 48 neue Papageienarten beschrieben sind, die nach 1820 entdeckt wurden, darunter der Blutohrsittich (Pyrrhura hoematotis) und der Malherbesittich (Cyanoramphus malherbi). Die Ikonografie entstand in Kooperation mit Charles Lucien Jules Laurent Bonaparte (1803–1857) und Charles Émile Blanchard (1819–1900). Mit dieser Publikation sollten die Lücke geschlossen werden, die François Levaillant (1753–1824) mit seinem Band 1 (1801) und Band 2 (1805), sowie Alexandre Bourjot Saint-Hilaire (1801–1886) mit seinem Band 3 (1837/38) von Histoire naturelle des perroquets hinterließen. Die Lithografien in den Bänden stammten von Blanchard und dem Künstler Jean François Michel Daverne (1820–1898).
Im Jahr 1856 ernannte ihn die Deutsche Ornithologen-Gesellschaft zum Ehrenmitglied. Er war Mitglied der Société d'Agriculture, Science, Arts et Belles-Lettres du département d'Indre-et-Loire. Im Jahr 1882 wird er in den Vorstand der Société nationale d'acclimatation de France gewählt, eine Gesellschaft, in der er zu den Gründungsmitgliedern gehörte. Wie sehr ihn Umweltfragen beschäftigten, zeigte sich als er von seinem neuen Domizil in Lardy einen Brief an den Sekretär der Gesellschaft schrieb. Darin fragte er diesen, warum die Döbel im Fluss Juine immer weniger werden und gleichzeitig die Brachsen immer zahlreicher.
Später arbeitete de Souancé als Fotograf. Hierbei entstanden 1860 Bilder wie Nature morte aux coquillages oder Scarabées. In den Jahren 1861 bis 1863 arbeitete er mit dem Fotografen Séraphin-Médéric Mieusement (1840–1905) in der Region um Tours zusammen. Ihn stellte de Souancé an, da das neue Material und die Komplexität dieser neuen Technik die Anwesenheit eines ständigen Betreibers erforderte. So existieren mindestens 50 Fotografien, die von beiden unterzeichnet sind. Die meisten Bilder waren Reproduktion von Stichen bekannter Meister aus dem Museum von Tours oder Ansichten von Denkmälern. Die gute Qualität der Bilder fand schnell Anklang in einer breiten Öffentlichkeit. Im Jahr 1862 wurden die Bilder einem lokalen Preisgericht in Tours vorgeschlagen, damit diese bei der Weltausstellung in London präsentiert werden. In der endgültigen Liste, die einer königlichen Kommission im Februar/März 1862 vorgelegt wurde, war schließlich aber keine der Bilder von de Souancé und Mieusement zu finden.

Eintrag seiner Geburt in Souancé-au-Perche

Eintrag der Heirat im 9. Arrondissement

Gemeinsam mit seinem Freund Charles Ernest Delessard (1825–1914) trug er eine beachtliche Sammlung prähistorischer Exponate aus der älteren bzw. mittleren Steinzeit bis in die Bronze- und Eisenzeit zusammen. Nach dem Tod von de Souancé boten die Witwe und Delessard die kostbare Sammlung der Société historique de Corbeil-Étampes an, die sie wiederum an das Museum Saint Jean weitergab.

## Dedikationsnamen

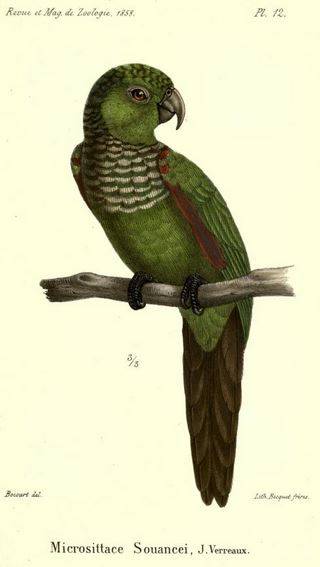
Unterart des Braunschwanzsittichs (Pyrrhura melanura souancei) gemalt von Marie Firmin Bocourt

1858 benannte Jules Verreaux eine Unterart des Braunschwanzsittichs Pyrrhura melanura souancei nach Charles de Souancé.
In seiner Widmung schrieb Verreaux:

„Nous dédions cette belle et nouvelle espèce à M. de Souancé, comme témoignage de notre gratitude et des sentiments que nous éprouvans pour la participation qu'il prend à l'intérêt d'une science à laquelle nous avons nous-même voué toute notre vie. (deutsch: Wir widmen diese schöne und neue Art Herrn de Souancé, als Zeichen unserer Dankbarkeit und der Empfindungen, die wir durch seine Beiträge zur Wissenschaft, der unser gesamtes Leben geweiht ist, verspüren.)“

## Erstbeschreibungen von Charles de Souancé
Charles de Souancé hat einige Arten und Unterarten als Erstautor beschrieben. Im Jahr 1854 arbeitete er dabei mit François Victor Masséna, zweiter Herzog von Rivoli und dritter Fürst von Essling zusammen.

### Arten
Zu den Arten die Souancé u. a. mitbeschrieben hat, gehören chronologisch:
- Braunbrustsittich (Pyrrhura calliptera) (Massena & Souance, 1854)
- Devillesittich (Pyrrhura devillei) (Massena & Souance, 1854)
- Gelbohrsittich (Ognorhynchus icterotis) (Massena & Souance, 1854)
- Greisenkopf-Papagei (Pionus seniloides) (Massena & Souance, 1854)
- Molinasittich (Pyrrhura molinae) (Massena & Souance, 1854)
- Haiti-Sittich oder Grünflügelsittich (Aratinga chloroptera) (Souance, 1856)
- Andensittich (Bolborhynchus orbygnesius) (Souance, 1856)
- Blaubürzel-Sperlingspapagei (Forpus cyanopygius) (Souance, 1856)
- Blutohrsittich (Pyrrhura hoematotis) Souance, 1857
- Aztekensittich (Aratinga astec) (Souance, 1857)
- Malherbesittich oder Alpensittich (Cyanoramphus malherbi) Souance, 1857

### Unterarten
Zu den Unterarten die Souancé u. a. mitbeschrieben hat, gehören chronologisch:
- Brasilien-Braunwangensittich (Aratinga pertinax chrysogenys) (Massena & Souance, 1854)
- Monasittich (Aratinga chloroptera maugei) (Souance, 1856)
- Peru-Katharinasittich (Bolborhynchus lineola tigrinus) (Souance, 1856)
- Bolivien-Maximilianpapagei (Pionus maximiliani siy) Souance, 1856
- Pracht-Fledermauspapageichen (Loriculus philippensis apicalis) Souance, 1856
- Sulu-Fledermauspapageichen (Loriculus philippensis bonapartei) Souance, 1856
- Königs-Fledermauspapageichen (Loriculus philippensis regulus) Souance, 1856
- Pucheran-Rotkopfpapagei (Geoffroyus geoffroyi pucherani) Souance, 1856
- Abessinischer Halsbandsittich (Psittacula krameri parvirostris) (Souance, 1856)

## Werke (Auswahl)

### Jahr 1854
- Charles de Souancé, François Victor Masséna: Description de quelques nouvelles espèces d'oiseaux de la famille de Psittacidés. In: Revue et magasin de zoologie pure et appliquée (= 2). Band 6, 1854, S. 71–74 (online [abgerufen am 14. März 2012]).

### Jahr 1856
- Catalogue des perroquets de la collection du Prince Masséna, duc de Rivoli et observations sur quelques espèces nouvelles ou peu connues de Psittacidés. In: Revue et magasin de zoologie pure et appliquée (= 2). Band 8, 1856, S. 56–64 (online [abgerufen am 14. März 2012]).
- Description suivante d'une nouvelle espèces de Perroquet (Mysiopsitta tigrina). In: Revue et magasin de zoologie pure et appliquée (= 2). Band 8, 1856, S. 144 (online [abgerufen am 13. März 2012]).
- Catalogue des perroquets de la collection du Prince Masséna, duc de Rivoli et observations sur quelques espèces nouvelles ou peu connues de Psittacidés. In: Revue et magasin de zoologie pure et appliquée (= 2). Band 8, 1856, S. 152–158 (online [abgerufen am 14. März 2012]).
- Catalogue des perroquets de la collection du Prince Masséna, duc de Rivoli et observations sur quelques espèces nouvelles ou peu connues de Psittacidés. In: Revue et magasin de zoologie pure et appliquée (= 2). Band 8, 1856, S. 208–226 (online [abgerufen am 14. März 2012]).

### Jahr 1857
- zusammen mit Charles Lucien Jules Laurent Bonaparte, Charles Émile Blanchard, Jean François Michel Daverne: Iconographie des perroquets, non figurés dans les publications de Levaillant et de M. Bourjot Saint-Hilaire, par M. Charles de Souancé, avec la coopération de S. A. le prince Bonaparte et de M. Émile Blanchard. P. Bertrand, Paris 1857 (online [abgerufen am 5. Juli 2015]).
- Description de trois nouvelles espèces de Perroquets. In: Revue et magasin de zoologie pure et appliquée (= 2). Band 9, 1857, S. 97–98 (online [abgerufen am 14. März 2012]).

### Jahr 1885
- M. de Souancé écrit de Lardy à M. le Secrétaire général: Comment expliquer la disparition des Chevennes et l'abondance des Brêmes? In: Bulletin de la Société nationale d'acclimatation de France (= 4). Band 2, 1885, S. 527 (online [abgerufen am 6. Juli 2015]).